# Georgetown (Kentucky)
Pour les articles homonymes, voir Georgetown.
Georgetown est une ville américaine située dans le comté de Scott, dans l'État du Kentucky. Sa population s’élevait à 29 098 habitants lors du recensement de 2010, estimée à 33 440 habitants en 2016. De par sa population c’est la 7e ville de l'État.

## Source
- (en) Cet article est partiellement ou en totalité issu de l’article de Wikipédia en anglais intitulé « Georgetown, Kentucky » (voir la liste des auteurs).